# Milenko Topić
Milenko Topić, en serbio: Миленко Топић es un exjugador de baloncesto serbio nacido el 6 de marzo de 1969, en Pancevo, RFS Yugoslavia. Con 2.04 de estatura, jugaba en la posición de ala-pívot. Consiguió 4 medallas en competiciones internacionales con Yugoslavia. 

## Equipos
- 1991-1994  Profikolor Banatsko Novo Selo
- 1995-1997  Beocin
- 1997-1999 Estrella Roja
- 1999-2001 Budućnost Podgorica
- 2001-2002 Mens Sana Siena
- 2002-2003  Hemofarm Vršac
- 2003-2004 Olimpia Milano
- 2004-2007 Hemofarm Vršac
- 2007-2008 Rethymno BC

## Palmarés
- Liga de Yugoslavia: 3

Estrella Roja: 1997-98
Budućnost Podgorica: 1999-2000, 2000-01
- Copa de Yugoslavia: 1

Budućnost Podgorica : 2001
- Recopa: 1

Mens Sana Siena: 2001-02
- Liga adriática: 1

Hemofarm Vršac: 2005